# 국립역사민속박물관
국립역사민속박물관(일본어: 国立歴史民俗博物館)은 일본 지바현 사쿠라시 조나이 정에 소재한 박물관이다. 대학공동이용기관법인 인간문화연구기구가 운영하며, 일본의 고고학, 역사, 민속에 대해 종합적으로 연구 및 전시하는 박물관이다.